# Barone (Scozia)
Il barone era in Scozia prima del 2004 un titolo nobiliare legato alla proprietà di una baronia. Dal 2004 è un titolo nobiliare che è di per sé un bene immateriale estraneo a una determinata proprietà fondiaria. Tuttavia, il riconoscimento nobiliare, che si completa con la concessione di uno stemma e una lettera patente (Letter Patent), è prerogativa esclusiva del Lord Lyon, come suprema autorità di diretta nomina della Corona per tutte le questioni di araldica e nobiltà in Scozia.
Questo titolo è pari al titolo di barone continentale e ha lo status di Uradel (Lyon Court - petizione Maclean di Ardgour del 26 febbraio 1943). Non deve però assolutamente essere confuso con il titolo di barone inglese che è una paria e corrisponde ad alta nobiltà. Questo è riflesso anche nell'araldica, che non prevede supporti per lo stemma di un barone scozzese ma li prevede per un Pari del Regno.

## Inghilterra
In Inghilterra, i baroni feudali non esistono più dal 1660, quando il Parlamento abolì "il mandato feudale". Due anni dopo è successo anche in Irlanda. La maggior parte delle baronie feudali (barones minor) vennero innalzate all'alta nobiltà e divennero così lord baroni (barones major).

## Tipi
Le baronie feudali scozzesi possono essere trasmesse in due modi; "perfetto e imperfetto". Perfetto significa che la baronia verrà consegnata con documentazione e background impeccabili. Imperfetto significa che il proprietario dovrà mantenere e portare il titolo post-nominale di Barone per circa vent'anni e applicarlo in modo coerente. Se nessuna obiezione viene presentata ala Corte del Lord Lyon durante questo periodo, e se quest'ultimo considera la documentazione della baronia solo leggermente meno che perfetta, allora può assegnare al nuovo proprietario uno stemma e un chapeau e la baronia sarà quindi riconosciuta al nuovo proprietario. La baronia verrà poi dichiarata perfetta.

## Forma di cortesia
Il modo corretto per rivolgersi a un barone feudale scozzese è: John Smith, Baron of (la baronia di) Little Sniffling.
I baroni feudali (barones minor) non sono mai chiamati: Lord Smith, perché questo si riferirebbe a un membro dell'alta nobiltà, un pari (barones major).

## Passaporto
Si può registrare la propria dignità su passaporti, patenti di guida, carte di credito, ecc., E si può anche usare lo stemma baronale su carta intestata.